# Musikfestspiele Potsdam Sanssouci
Die Musikfestspiele Potsdam Sanssouci sind ein Festival mit Musik aus Mittelalter, Renaissance, Barock, Klassik und Romantik in historisch informierter Aufführungspraxis mit Ausflügen und Brücken zu anderen Genres wie Jazz, Pop, Elektronik, Volksmusik, Weltmusik und Neuer Musik. Sie finden jährlich knapp drei Wochen im Juni mit ca. 80 Veranstaltungen im UNESCO-Welterbe der preußischen Schlösser und Gärten von Potsdam & Berlin sowie in der historischen Mitte von Potsdam und seiner Umgebung statt. Jedes Jahr kommen eine bis drei Opernproduktionen, Schlosskonzerte, Open-Air-Konzerte, ein Fahrradkonzert, Führungen und Vorträge, innovative musikkulturelle Hörvermittlung und Kinderprojekte zur Aufführung – die meisten davon sind selbst produziert oder extra thematisch für die Festspiele zusammengestellt. Jährlich wird mindestens ein neues Veranstaltungsformat entwickelt.
Die heutigen Musikfestspiele Potsdam Sanssouci sind eine Nachfolge-Institution der ab 1954 stattfindenden Parkfestspiele Sanssouci. Sie wurden kurz nach der Wiedervereinigung der beiden deutschen Staaten neu gegründet und fanden 1991 erstmals statt. Betreibergesellschaft ist die Musikfestspiele Sanssouci und Nikolaisaal Potsdam gGmbH, ein Unternehmen der Landeshauptstadt Potsdam. Seit 2018 ist die Blockflötistin und Dirigentin Dorothee Oberlinger Intendantin der Musikfestspiele Potsdam Sanssouci, die Geschäftsführung der gGmbH übernahm im selben Jahr Heike Bohmann. Das Festival wird gefördert von der Landeshauptstadt Potsdam und vom Land Brandenburg und in Zusammenarbeit mit der Stiftung Preußische Schlösser und Gärten Berlin-Brandenburg veranstaltet.
Die ehemalige Geschäftsführerin und künstlerische Leiterin Andrea Palent war von 1991 bis 2018 für das Konzept und dessen Umsetzung verantwortlich.
Die Themen waren bislang:
- 1991 Mozart
- 1992 Musik an europäischen Höfen
- 1993 1000 Jahre Potsdam
- 1994 Sanssouci – Versailles. Preußen
- 1995 Friedrich Wilhelm IV.
- 1996 Das Preußische Königshaus und Europa
- 1997 Friedrich Wilhelm II. und die schönen Künste
- 1998 Preußen – Krieg – Frieden
- 1999 Knobelsdorff – Italien – Antike
- 2000 beziehungBach
- 2001 Vorbild Natur
- 2002 Vom Klang der Bilder
- 2003 Europäische Brücken. Utrecht – Potsdam – St. Petersburg
- 2004 50 Jahre Festspiele in Sanssouci
- 2005 frau musica. Künstlerin, Muse, Mäzenin – Frauen und Musik
- 2006 Wege zu Mozart
- 2007 Musica Britannica
- 2008 Venedig – musica serenissima
- 2009 Haydns Welt
- 2010 Sehnsucht nach der Ferne
- 2011 Dresden – Sachsens Glanz trifft Preußens Gloria
- 2012 Rührt euch! Friedrich der Große, die Musik und Europa
- 2013 Skandinavien
- 2014 Mittelmeer
- 2015 Musik und Gärten
- 2016 Bonjour Frankreich!
- 2017 Erde | Feuer | Wasser | Luft
- 2018 Europa
- 2019 Musen
- 2020 Nah/Distanz
- 2020/2021 Flower Power
- 2022 Inseln
- 2023 In Freundschaft